# Des de Rússia amb amor
Des de Rússia amb amor (títol original en anglès From Russia with Love) és una pel·lícula de Terence Young de la saga James Bond, estrenada el 1963. Ha estat doblada al català.

## Argument
El MI6 rep un missatge d'una secretària russa del consolat soviètic a Istanbul, Tatiana Romanova (Daniela Bianchi), proposant-los portar un descodificador "top secret" anomenat Lektor, a condició que se l'ajudi a fugir a l'oest. En realitat, ha estat enredada sense saber-ho per Rosa Klebb (Lotte Lenya), membre important d'SPECTRE i antiga coronel del KGB, per tal d'eliminar James Bond (Sean Connery), per haver provocat la caiguda d'un dels seus millors elements, el doctor No (vegeu Agent 007 contra el Dr. No)

## Repartiment
- Sean Connery: James Bond
- Daniela Bianchi: Tatiana Romanova
- Pedro Armendáriz: Kerim Bey
- Lotte Lenya: Rosa Klebb
- Robert Shaw: Donald 'Red' Grant
- Bernard Lee: M
- Desmond Llewelyn: Major Boothroyd
- Eunice Gayson: Sylvia Trench
- Walter Gotell: Morzeny
- Francis De Wolff: Vavra
- George Pastell: Conductor de tren
- Nadja Regin: La filla de Kerim
- Lois Maxwell: Miss Moneypenny
- Aliza Gur: Vida
- Martine Beswick: Zora
- Vladek Sheybal: Kronsteen

## Al voltant de la pel·lícula
- Primera aparició de Desmond Llewelyn al paper del responsable de l'equipament. El personatge, breument vist a Agent 007 contra el Dr. No no se l'anomenarà "Q" fins a Goldfinger.
- Durant el rodatge, els metges van diagnosticar un càncer a l'actor mexicà Pedro Armendariz (que interpreta el paper d'Ali Kerim Bey, l'agent del MI6 a correus d'Istambul). Malgrat una salut cada vegada més precària, va anar al rodatge però va morir a un hospital de Los Angeles algunes setmanes abans de l'estrena de la pel·lícula. El seu fill Pedro Armendáriz Jr. apareixeria a la pel·lícula de James Bond Permís per matar, de 1989.
- El 2005 aquest episodi va tenir una adaptació en videojoc.
- Walter Gotell, que interpreta Morzeny a la pel·lícula, serà el general Gogol a sis altres pel·lícules de Bond.
- Per a la trobada entre Bond i Tatiana davant les càmeres amagades d'SPECTRE, Bianchi anava vestida de mitges color carn i Bond amb una tovallola de bany. Per consideració per a la seva actriu, Young demana a tot l'equip marxar del plató, restant només el personal essencial.
- La seqüència de les clavegueres en els quals Bond, Tatiana i Bey són empaitats per centenars de rates, representava un desafiament per a l'equip de la pel·lícula. En efecte, ja que la llei Britànica prohibeix utilitzar rates salvatges a la pel·lícula, es van fer servir rosegadors blancs domesticats i recoberts de cacau, però la idea va fracassar, ja que els rosegadors llepaven el cacau. Young i una part de l'equip van anar a Madrid on van poder rodar aquesta escena amb dues-centes rates reunides per un caçador de rosegadors local.
- La persecució en forabord van ser rodades a la costa de Pendik a Turquia. L'equip de la pel·lícula va haver de fer de cara a molts contratemps:
  - Els fora borda es calaven sense parar, ja que el públic havia abocat querosè en les reserves de benzina mentre que l'actriu Daniela Bianchi (Tatiana) es marejava. De mitjana, l'equip obtenia 30 segons d'imatges utilitzables en una jornada de 13 hores.
  - Aquestes dificultats van obligar el director Terence Young a deixar Pendik. La fi de la carrera-persecució va ser rodada algunes setmanes més tard sobre les costes d'Escòcia.

## Llocs de rodatge
- Escòcia, Regne Unit (escenes d'helicòpters)
- Istanbul, Turquia
- Estudis Pinewood, a Londres, Regne Unit
- Venècia, Itàlia

## Premis i nominacions

### Premis
- 1964: BAFTA a la millor fotografia

### Nominacions
- 1965: Globus d'Or a la millor cançó original per Lionel Bart